# 成就 (电子游戏)
成就是一個電子遊戲中的特殊遊戲目標，在不同的遊戲中可能又稱獎盃、榮譽、榮譽勳章、徽章、挑戰、實績等。遊戲中的成就可以延長遊戲時間，讓玩家不僅僅是將遊戲通關，而是必須完成遊戲內所有挑戰及發現秘密，這些成就可以與遊戲本身的目標一致，也可以獨立於遊戲的主要或次要目標之外，玩家必須以特別的方式完成遊戲才能取得。例如在不殺死任何敵人的情況下通關、累積擊殺特定數量的敵人、必須使用限定的技能來擊敗敵人、或是攜帶特定的道具進入特定的地圖。

## 历史
成就系统最早出现于微软2005年随Xbox 360推出的Xbox Live系统。到了2008年，维尔福和索尼亦分别在自家游戏平台Steam和PlayStation 3上提供成就系统
。但至今为止，任天堂仍未为其旗下游戏机提供成就系统。
微软在Windows Phone和Windows 8中整合了Xbox Live，所有支持Xbox Live的Windows Phone游戏和Windows 8游戏都支持成就系统。
苹果亦在iOS上提供了支持成就系统的游戏中心。
谷歌也有在Android的Google Play游戏中追加了游戏成就等元素。